# 1916
- Wikisource

| Calendário gregoriano                                                        | 1916 MCMXVI                         |
| Ab urbe condita                                                              | 2669                                |
| Calendário arménio                                                           | 1365 – 1366                         |
| Calendário bahá'í                                                            | 72 – 73                             |
| Calendário budista                                                           | 2460                                |
| Calendário chinês                                                            | 4612 – 4613 Início a 3 de fevereiro |
| Calendário copta                                                             | 1632 – 1633                         |
| Calendário etíope                                                            | 1908 – 1909                         |
| Calendários hindus - Vikram Samvat - Calendário nacional indiano - Cáli Iuga | 1971 – 1972 1837 – 1838 5016 – 5017 |
| Calendário Holoceno                                                          | 11916                               |
| Calendário islâmico                                                          | 1334 – 1335                         |
| Calendário judaico                                                           | 5676 – 5677 Início a 28 de setembro |
| Calendário persa                                                             | 1294 – 1295 Início a 21 de março    |
| Calendário rúnico                                                            | 2166                                |
| Calendário solar tailandês                                                   | 2459                                |

1916 (MCMXVI, na numeração romana)  foi um ano bissexto do século XX do atual calendário gregoriano, da Era de Cristo, e as suas letras dominicais foram  B e A (52 semanas), teve início a um sábado e terminou a um domingo.
| Ano completo                      |
| --------------------------------- |
| Ano bissexto com início ao sábado |

## Eventos
- 6 de março — O Transatlântico espanhol Príncipe de Asturias (navio) bate violamente em rochedos em Ilhabela, no litoral de São Paulo (estado) e afunda em cerca de 10 minutos. 445 passageiros e tripulantes morreram e apenas 143 sobreviveram em um dos piores naufrágios que ocorreram na costa brasileira.
- 7 de março — A BMW é fundada na Alemanha.
- 6 de junho — Morre Yuan Shikai autoproclamado Imperador da China
- 7 de junho — Li Yuanhong até então Vice-presidente sobe a o poder e restabelece o Regime Republicano, porém 1 ano depois haveria outra tentativa de Restaurar a Monarquia na China, que no entanto, fracassou.
- 1 de julho — Cerca de 60 mil soldados britânicos morrem em apenas um dia na Batalha do Somme, ofensiva militar que envolveu a França e o Reino Unido.
- 7 de novembro — O Democrata Woodrow Wilson é reeleito  Presidente dos Estados Unidos, derrotando o  Candidato Republicano Charles Evans Hughes .
- A Bulgária adota o Calendário gregoriano
- 21 de novembro — Navio HMHS Britannic naufraga após uma colisão com uma mina alemã. 30 tripulantes morreram.

## Nascimentos
- 8 de janeiro — Teresa de Saldanha, religiosa dominicana e pintora portuguesa (n. 1837).
- 12 de janeiro — Pieter Willem Botha, presidente sul-africano de 1984 a 1989, durante o apartheid (m. 2006).
- 14 de abril — Abdul Rahman Arif, primeiro-ministro em 1967 e presidente do Iraque de 1966 a 1968 (m. 2007).
- 16 de maio — Ephraim Katzir, presidente de Israel de 1973 a 1978 (m. 2009)..
- 18 de junho — Julio César Turbay Ayala, Presidente da República da Colômbia de 1978 a 1982 (m. 2005).
- 10 de agosto — Hubert Maga, presidente do Benim de 1960 a 1963 e de 1970 a 1972 (m. 2000)
- 15 de outubro — Hassan Gouled Aptidon, presidente do Djibouti de 1977 a 1999 (m. 2006).
- 26 de outubro — François Mitterrand, estadista e presidente de França de 1981 a 1995. (m. 1996).
- 2 de novembro — John Burnside, ativista e inventor estadunidense (m. 2008).
- 6 de dezembro — Kristján Eldjárn, presidente da Islândia de 1968 a 1980 (m. 1982).

## Mortes
- 13 de janeiro — Victoriano Huerta, presidente do México de 1913 a 1914 (n. 1850).
- 6 de junho — Yuan Shikai, Presidente da China de 1912 até 1915, até que  autoproclamou-se Imperador, porém seu governo foi curto, após sua morte a República é restabelecida em 7 de junho quando Li Yuanhong sobe ao poder (n. 1859).
- 21 de novembro — Francisco José I, Imperador da Áustria e Rei da Hungria (n. 1830).
- 30 de dezembro --- Grigori Yefimovich Rasputin.

## Prêmio Nobel
- Física — não houve prêmio.
- Química — não houve prêmio.
- Nobel de Fisiologia ou Medicina — não houve prêmio.
- Literatura — Verner von Heidenstam.[1]
- Paz — Não houve prêmio.

## Epacta e idade da Lua
| Epacta gregoriana | 25 |
| Idade da Lua      | F  |

## Por tema
- 1916 na arte
- 1916 no Brasil
- 1916 no carnaval
- 1916 na ciência
- 1916 no cinema
- Desastres em 1916
- 1916 no desporto
- Divisões administrativas em 1916
- 1916 no jornalismo
- 1916 na literatura
- 1916 na música
- 1916 na política
- 1916 no teatro
- 1916 na televisão